# Tomeisneria vasculorum
Tomeisneria vasculorum är en kackerlacksart som beskrevs av Roth, L. M. 1996. Tomeisneria vasculorum ingår i släktet Tomeisneria och familjen småkackerlackor. Inga underarter finns listade i Catalogue of Life.